# Storoževoj
Storoževoj (in russo: Сторожевой; in giapponese: 萌茂尻島 Moemoshiri; in italiano significa "torre di guardia") è un isolotto del gruppo delle isole Chabomai nella parte meridionale della piccola catena delle isole Curili; fa parte della Banka Opasnaja (Банка Опасная, in italiano "banco pericoloso") un gruppo di isolotti affioranti che amministrativamente appartengono al Južno-Kuril'skij rajon dell'oblast' di Sachalin in Russia. Insieme a Iturup, Kunašir e Šikotan, le isole sono rivendicate dal Giappone.

## Geografia
Storoževoj è l'isola più grande del gruppo della Banka Opasnaja che si trova a sud-ovest dell'isola Tanfil'eva, nello stretto Sovetskij, e di cui fanno parte anche gli isolotti Signal'nyj e Rifovyj. Storoževoj ha un'altezza massima di 11,8 m ed è la più orientale delle tre. L'isola è piatta, di forma triangolare, con coste ripide. Lo stretto Tanfil'eva (пролив Танфильева) la separa dall'isola Anučina.